# Herr und Diener (Märchen)
Herr und Diener ist ein Märchen. Es ist in den Irischen Elfenmärchen der Brüder Grimm an Stelle 14 enthalten, die sie 1825 aus Fairy legends and traditions of the South of Ireland von Thomas Crofton Croker übersetzten.

## Inhalt
Der Trinker Mac Daniel begegnet in einer Winternacht einem Männchen mit goldbesetztem Hut und Schuhen mit Silberschnallen, der ihn für einen Trunk sieben Jahre und einen Tag in Dienst nimmt. Er muss ihm jede Nacht auf dem Fortfield zwei Binsen holen, aus denen sie mit „borram! borram! borram!“ (werde groß) Pferde machen. Sie schlüpfen durch Schlüssellöcher und besuchen alle Weinkeller Irlands. Schließlich bringt ihn der Alte zu einer Hochzeit in Limerick nahe der Burg von Carrigogunniel, wo er zu seinem 1000. Geburtstag die Braut rauben will. Sie beobachten vom Dachbalken, wie der Pfarrer, mit dem Spanferkel beschäftigt, zweimal vergisst, der niesenden Braut Gott segne uns! zu sagen. Das dritte Mal ruft es Mac Daniel, und sein Meister stößt ihn wütend hinab. Das Paar wird getraut. Mac Daniel vergnügt sich auf dem Fest.

## Anmerkung
Nach Grimm: Statt Binsen kommen seltener z. B. Kohlstengel vor. Es werden einige Beispiele nacherzählt und etwas zu Carrigogunniel. Das Paar Darby Riley und Brigitte Runey, die im Text Rinka, einen irischen Nationaltanz tanzen, sind aus einem Volkslied bekannt.